# Stéphanie Caillol
Stéphanie Caillol est une actrice, chanteuse et danseuse française.

## Théâtre
- 2004 : Électre de Sophocole, mise en scène par Odile Mallet - Théâtre Pitoëff (Genève)
- 2005 : Chance ! d'Hervé Devolder - Théâtre du Lucernaire: Nina Fleuri
- 2005 : Crois aux fées et rit, co-écrit avec Jean-Luc Borras, mise en scène par Jean-Luc Borras
- 2005 : Poil de carotte de Jules Renard, mise en scène par Geneviève Brunet
- 2006 : Jonathan Livingston le goéland de Richard Bach, mise en scène par Jean-Luc Borras
- 2007 : Chante-moi Ionesco, textes d'Eugène Ionesco, musique de Jérôme Hedin, mise en scène de Ladislas Chollat
- 2008 : Jupe Courte et Conséquences, texte et mise en scène d'Hervé Devolder - Théâtre du Lucernaire
- 2009 : Feu la mère de Madame de Georges Feydeau, mise en scène d'Hervé Devolder - Théâtre du Lucernaire
- 2009 : Chance ! d'Hervé Devolder - Palais des Glaces : Nina Fleuri
- 2010 : Jupe Courte et Conséquences, texte et mise en scène d'Hervé Devolder - Festival d'Avignon et tournée en 2011
- 2010 : Pinocchio de Bernard Poli, mise en scène par Jeanne Deschaux - Paris, puis tournée en 2011
- 2010 : La Mégère à peu près apprivoisée (Shakespeare) adaptée par Alexis Michalik
- 2012 : Les Liaisons dangereuses de Pierre Choderlos de Laclos, mise en scène de Régis Mardon - Théâtre du Petit Saint-Martin
- 2013 : La Folle de Chaillot de Jean Giraudoux, mise en scène de Didier Long - Comédie des Champs-Élysées
- 2013-2014 - 2015 : Le Porteur d'histoire, texte et mise en scène d'Alexis Michalik - Studio des Champs-Élysées
- 2015 : Le Système d'Antoine Rault, mise en scène Didier Long, Théâtre Antoine
- 2015-2016: Edmond, texte et mise en scène d'Alexis Michalik, Théâtre du Palais Royal

## Filmographie

### Cinéma
- 2006 : Célibataires de Jean-Michel Verner
- 2007 : Godevil and Corp de François d'Hervilly
- 2008 : Mojo Spin de Jérôme Sivien

### Télévision
- 2005 : Histoires Extraordinaires de Pierre Bellemare de Nathalie Mauger
- 2005 : On ne prête qu'aux riches d'Arnaud Sélignac
- 2006 : L’Hôtel des Zoizos d'Hervé Devolder (mini-série musicale)
- 2006 : Plus belle la vie de Christophe Andrei et Pascal Heylbroeck
- 2006 : Chat bleu, chat noir de Jean-Louis Lorenzi
- 2014 : Au sol court-métrage d'Alexis Michalik
- 2019 : Plus Belle la vie : Anita

## Enregistrements comédies musicales
- 2005 : Le Comte de Monte-Cristo livret d'Yves Dessca
- 2006 : Le livre de la jungle, livret de Bernard Poli